# Ребекка Лія Бранстеттер
Ребекка Лія «Бека» Бранстеттер (народилася 13 червня 1982) — американська письменниця. Її опубліковані п’єси: «F*cking Art», яка отримала найвищі нагороди на фестивалі короткометражних п’єс Samuel French Off-Off-Off-Broadway, «I Used to Write on Walls», «Oohrah!», «Be a Good Little Widow», «Going to a Place Where You already Are». Вона є однією із засновників гурту The Kilroys, який щорічно випускає The Kilroys' List. Її робота на телебаченні включає написання сценаріїв для I Just Want My Pants Back, Underemployed, Переплутані при народженні та Американські боги, а також написання та продюсування для Це — ми.

## Ранні роки й освіта
Ребекка Лія Бранстеттер народилася 13 червня 1982 року в Вінстон-Сейлемі, штат Північна Кароліна. Вона є дочкою колишнього сенатора від Північної Кароліни Пітера С. Брунстеттера та Джоді Бранштеттер. Вона виховувалась як єдина дочка серед трьох братів у консервативному християнському домі. Брунстеттер писав вірші та оповідання з юних років і почав займатися театром після переходу з приватної християнської середньої школи до середньої школи Маунт Табор, державної школи.
Бувши студенткою Університету Північної Кароліни в Чапел-Хілл, Брунстеттер спочатку займалася творчістю через поезію, але відгуки її викладачів творчого письма переконали її спробувати писати драматургію. Вона написала свою першу п'єсу, будучи студенткою першого курсу, і вирішила продовжити кар'єру драматургії. На той час, коли Брунстеттер закінчила UNC у 2004 році зі ступенем бакалавра образотворчих мистецтв, театральний факультет UNC повністю поставив кілька її п’єс. Вона продовжувала вивчати драматургію протягом трьох років у Школі драми при The New School, закінчивши її зі ступенем магістра образотворчих мистецтв.

## Кар'єра

### Ранні п'єси
Після закінчення магістратури Брунстеттер працювала в компанії, продовжуючи писати п'єси. У 2008 році її п’єса «F*cking Art» про вболівальницю, яка відвідує свого хворого на рак однокласника, стала переможцем 33-го щорічного фестивалю короткометражних п’єс Samuel French Off-Off-Off-Broadway, а згодом була опублікована Семюелем Френчем. Наступного року її назвали драматургом у театрі Ars Nova, а її п’єсу «Охра!», історію про сімейне життя людей у місті Північної Кароліни, що змінюється, коли ветерани повертаються додому з Іраку, презентували  за межами Бродвею на Stage 2.
Прем’єра п’єси Брунстеттер Miss Lilly Gets Boned про релігійну жінку, чиє розчарування в коханні змусило її помститися південноафриканцю, який втратив свою дружину під час нападу слона, відбулася в 2010 році в театрі Finborough. У коментарі The Guardian Майкл Біллінгтон назвав розвиток головного героя непереконливим, але відзначив високу якість постановки та акторської гри. У 2019 році Rogue Machine Theatre поставив прем’єру п’єси Західне узбережжя в Лос-Анджелесі. Рецензія Джеффрі Скотта BroadwayWorld на постановку в Лос-Анджелесі високо оцінила гру, акторів і якість постановки, зокрема гру Лариси Олійник у головній ролі, але також припустила, що історія може бути розділена на три одноактні п’єси в майбутніх постановках.

### «Це ми»
Брунстеттер також приєднався до серіалу NBC «Це ми», спочатку як штатний сценарист, потім редактор сюжетів, перш ніж стати продюсером-наглядачем. Разом з іншими продюсерами вона була номінована на премію Primetime Emmy за найкращий драматичний серіал у 2017, 2018 та 2019 роках. Її особистий досвід знущань у дитинстві надихнув на «серцероздиральну» сцену у фільмі «Це ми», в якій дівчині із зайвою вагою не дозволяється грати з інші дівчата. Шоу дебютувало в 2016 році і отримало найвищі рейтинги серед нових шоу на американському телебаченні в першому сезоні. Брунстеттер покинув шоу після трьох сезонів.